# روان‌شناسی کودکان استثنائی
روانشناسی کودکان استثنایی شاخه‌ای از دانش روانشناسی است که به تعریف کلیه مسایل مربوط به کودکان استثنایی از گستره کودکان تیزهوش تا کودکان عقب مانده ذهنی، کودکان نابینا و کم بینا، کودکان ناشنوا و کم شنوا، کودکان دارای ناتوانی‌های تکلمی، کودکان دارای ناتوانی‌های حرکتی و ذهنی و تمامی امور و تعاریف مربوط به پیشگیری و شناخت و آموزش این کودکان می‌پردازد. در روانشناسی کودکان استثنایی همان‌طور که از اسم آن مشخص است به مطالعه کودکان استثنایی در تمامی ابعاد فکری، جسمی، عاطفی، عقلانی، رفتاری و… پرداخته می‌شود.

## اختلالات حسی در کودکان
اختلال پردازش حسی (SPD) عارضه‌ای است که در آن دریافت و پردازش اطلاعات حسی در مغز به نحوی نادرست انجام می‌گیرد. کودکانی که دچار اختلال حسی هستند حواسشان بسیار حساس و فعال (Hyper) یا ضعیف (Hypo) است. کودکان هایپر قادرند مزه‌ها، بوها، تماس‌های بدنی، نورها، صداها، درد، سرما، گرما و… را با شدت بیشتر از افراد عادی احساس کنند. از طرف دیگر کودکان هایپو برعکس کودکان هایپر، درکشان از احساساتشان ضعیف تر است. مثلاً کودکان مبتلا به عارضه هایپو حسی نمی‌گذارند دیگران آن‌ها را لمس کنند و به تحریکات حسی عکس العمل‌های فوق‌العاده حساس نشان می‌دهند.
به همین دلیل در برخی اوقات تشخیص اختلالات حسی، بیش فعالی و اوتیسم بسیار سخت است که نتیجه این تشخیص می‌تواند زندگی یک انسان را تغییر دهد. قسمت عمده ای از این اختلالات حسی با بازی درمانی قابل درمان هستند، تکنیک‌های بسیاری در بازی درمانی وجود دارد که درمانگر با طراحی بازی‌های مناسب، کودک را متوجه مشکل خود کرده و از درون او برای از بین بردن این اختلال حسی کمک می‌گیرد. کودکان از طریق بازی افکارشان را بازگو می‌کنند و به همان راحتی که بزرگسالان احساساتشان را با کلمات بیان می‌کنند، آنان نیز همین کار را به وسیله بازی انجام می‌دهند. کودک در طول بازی توانایی حل مشکلات خود را پیدا می‌کند و به وسیله آن می‌تواند اعتماد به نفس و روحیه استقلال طلبی را در خود پرورش دهد.

## روانشناسی کودکان بیش فعال
بیش فعالی عموماً به دو دسته تقسیم‌بندی می‌شود که در ادامه به‌طور خلاصه به آن پرداخته شده‌است. در ادامه نیز به روش‌های درمان دارویی و غیر دارویی این عارضه در کودکان می‌پردازیم.

### نوع اول بیش فعالی: Hyper Active Disorder - HD
این گروه معمولاً فعالیت بالایی دارند اما در کمال تعجب این کودکان در رابطه با تمرکز مشکلی ندارند که از نشانه‌های آن می‌توان علائم ذیل را ذکر کرد:
- دست و پای بی‌قرار، غالباً با دست‌های خود بازی می‌کنند و آن‌ها را حرکت می‌دهند.
- کودکان بیش فعال اصولاً برای مدت طولانی نمی‌توانند جایی بنشینند و باید حتماً حرکت کنند، ترک صندلی یا ترک محل نشستن از نشانه‌های بیش فعالی است.
- اصطلاحاً بالا رفتن از دیوار راست که خود نشانه پر انرژی بودن کودک است اگر از حدی فراتر رود می‌تواند از نشانه‌های بیش فعالی فیزیکی باشد.
- نوعی دیگر از بیش فعالی، در تولید سر و صدا نمایان می‌شود، کودکانی که دارای نوع اول بیش فعالی هستند نمی‌توانند بی سر و صدا یک جا بنشینند، آن‌ها حتماً باید مدام از خود سر و صدا تولید کنند.
- کودکان بیش فعال مدام در حال حرکت و راه رفتن هستند که قسمت عمده ای از این حرکت‌ها از روی سرگردانی هست.
- کودکان بیش فعال به دلایل مختلف، ذهنی پرکار دارند که این پرکاری خود را در زیاد حرف زدن نمایان می‌کند.
- کودکان بیش فعال اصلاً تحمل انتظار ندارند به عنوان مثال قبل از پایان سؤال، جواب می‌دهند.
- کودکان بیش فعالی تخریبگرند و ازین کار لذت می‌برند، حتی اگر کودکی که بیش فعال است را در سن ۳۰ سالگی مشاهده کنید باز اصلاً به بهبود زندگی توجهی ندارد.
- کارشان را بدون فکر و بدون توجه به عواقب انجام می‌دهند.

### نوع دوم بیش فعالی - Attention Deficit Disorder - ADD
این گروه بر خلاف گروه قبلی فعالیت بالایی ندارند اما در توجه و تمرکز دچار مشکلند. در حقیقت این افراد حضور فیزیکی دارند اما فکر و حواسشان جای دیگری است و معمولاً به اسم نابغه‌های کودن شناخته می‌شوند که از نشانه‌های آن می‌توان علائم ذیل را ذکر کرد:
- دچار اشتباه می‌شوند اما فقط از روی بی دقتی.
- در تمرکز کردن و توجه به یک موضوع بیش از ۵ دقیقه مشکل دارند.
- کودکان بیش فعال اصلاً به صحبت‌های فرد مقابل گوش نمی‌کنند آن‌ها فقط تظاهر به گوش دادن می‌کنند.
- کودکان بیش فعال در هنگام ناراحتی از خود عکس العمل‌های سریع نشان می‌دهند، به عنوان مثال در هنگام گوش کردن ناگهان سر خود را برمی‌گردانند.
- در برنامه‌ریزی و سازماندهی برنامه‌ها هیچ استعدادی ندارند.
- اغلب به‌صورت کاملاً عمدی و غیرعمدی لوازم و دارایی‌های خود را گم می‌کنند.
- کودکان بیش فعال به دلیل ذهن جهنده شان از این شاخه به آن شاخه، بسیار فراموشکارند.
- با کوچکترین محرکی مثل بوق ماشین یا صدای تیک تاک ساعت حواسشان پرت می‌شود.
- دستورات داده شده را پیروی نمی‌کنند (درک دستور ندارند).